# Monument voor baron Dhanis

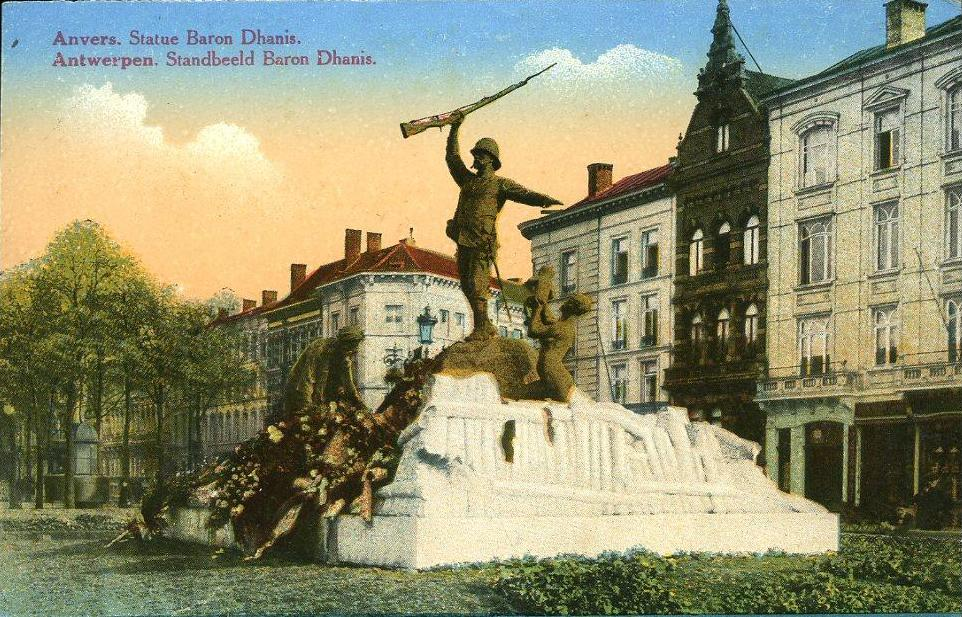
Het oorspronkelijke monument op een postkaart uit 1920

Het monument voor baron Dhanis was een bronzen beeldengroep van Frans Joris die in 1913 geplaatst werd op de Amerikalei in Antwerpen. De bewaarde beelden van Francis Dhanis en van de Arabische slavenhandelaar bevinden zich in het Middelheimmuseum.

## Beschrijving
Het originele werk toonde Dhanis die met triomfantelijk geheven geweer aanziet hoe een buigende Arabische slavenhandelaar zijn vaandel neerlegt ten teken van overgave. De overwinnaar, centraal staande op namaakrotsen omgeven door echte exotische planten, houdt een beschermende hand boven een naakte Congolese slavin met kind, die hem dankbaar knielend hulde brengen. De bedoeling was om de overwinning op de Arabische slavenhandel te vieren, getuige het humanitaire opschrift Voor de menschheid, terwijl de Congo-Vrijstaat echter zelf een plaats van dwang en geweld tegen de Congolezen was.

## Geschiedenis
Het monument werd op 12 oktober 1913 plechtig ingewijd voor de Sint-Michiel-en-Sint-Petruskerk op de toenmalige Zuiderlei. Het initiatief kwam van de Club Africain d'Anvers - Cercle d'Etudes coloniales, die in enkele maanden tijd met succes een openbare onderschrijving afsloot. In 1950 besliste het stadsbestuur dat het monument plaats moest ruimen voor het autoverkeer op de Amerikalei, wat uiteindelijk gebeurde in mei 1954. Het monument werd in eerste instantie overgebracht naar de voortuin van de Koloniale Hogeschool aan de Middelheimlaan, waar het op 9 september 1983 beschadigd werd door een afgeknakte boom tijdens een zware storm. In 2013 was het beeld van Dhanis nog te zien in het Museum Zwijgershoek in Sint-Niklaas naar aanleiding van de thematentoonstelling 'Coup de Ville' over verminkte en verloren kunstwerken. De huidige beeldengroep, tegenwoordig nog te zien in een hoek van het Openluchtmuseum Middelheim, bestaat nog slechts uit twee delen; de beelden van baron Dhanis en de slavenhandelaar. Dhanis mist een arm en geweerkolf, de Arabier een vaandel. De naakte vrouw en haar kind zijn na een diefstal in 2001 verdwenen alsook de rotsblokken waarop de beelden werden gemonteerd. De gebukte Arabische slavenhandelaar werd op een vierpotige metalen sokkel gemonteerd door kunstenaar Luk van Soom in 2013 ter gelegenheid van de openluchttentoonstelling ‘Ab homine creatum’ in het Hof ter Saksen in Beveren.

## Voetnoten
1. ↑  Matthew Stanard, The Leopard, the Lion and the Cock. Colonial Memories and Monuments in Belgium, 2019, p. 89. Gearchiveerd op 26 juli 2025.
2. ↑  Baron Dhanis staat eindelijk in Sint-Niklaas, Het Nieuwsblad, 11 september 2013. Gearchiveerd op 20 maart 2023.
3. ↑  Martens, Dirk, De hangjongeren van de beeldhouwkunst, Het Nieuwsblad, 26 maart 2011. Gearchiveerd op 2 februari 2023.